# Ginette Merle
Geneviève dite "Ginette" Merle-Thiolon, née le 21 février 1927 à Saint-Georges-d'Orques (Hérault) et morte le 3 décembre 2019 à Châtenay-Malabry (Hauts-de-Seine), est une ancienne joueuse de basket-ball française. 

## Biographie
Elle a été internationale française entre 1947 et 1951, années au cours desquelles elle a porté à 18 reprises le maillot bleu,, .Elle fut capitaine de l'Équipe de France et participa à toutes les rencontres de septembre 1947 à mars 1951 avant de donner la priorité à sa vie de famille.  
En 1972 elle jouait encore au basket en équipe réserve à Sceaux. 

## Club
- Fémina Sport Montpellier

## Palmarès

### Sélection nationale
Championnat d'Europe
- 4e du Championnat d'Europe 1950,  Hongrie

Autres
- Début en Équipe de France le 13 septembre 1947 à Bruxelles (Belgique) contre l'Équipe de Belgique
- Dernière sélection le 25 mars 1951 à Bari contre l'Équipe d'Italie

## Vie privée
Elle était l'épouse du basketteur Pierre Thiolon avec qui elle a eu quatre enfants : Bernadette, Gérard, Daniel et Anne-Marie.